# リオネル・レティジ
リオネル・レティジ（Lionel Letizi, 1973年5月28日 - ）は、フランス・アルプ＝マリティーム県ニース出身の元同国代表サッカー選手、現サッカー指導者。現役時代のポジションはゴールキーパー。

## 経歴
1992年にOGCニースでデビューすると1994年にはディヴィジオン・ドゥ優勝を果たした。FCメスを経て、2000年に名門パリ・サンジェルマンFCへ移籍。1年目こそはレギュラーとして活躍したが、2年目以降は2001年に加入したジェローム・アロンゾとの併用が続き、レギュラーを確保できない時期もあった。2006年にはFCナントからミカエル・ランドローの獲得が決まったため完全に控え要員になることを嫌い、2007年1月に契約切れを機にポール・ル・グエンが就任したスコットランドのレンジャーズFCに移籍した。しかし監督の交代もあり、わずか半年でプロをスタートさせたOGCニースに復帰、ウーゴ・ロリスの控えとして1シーズン半過ごした。2008-09シーズンでは開幕直後はダビド・オスピナとの競争に勝利するもその後控えとしてベンチメンバーに座っている。現役時代はキャプテンを務めていた。
2010-11シーズン限りで現役を引退。2012-13シーズンより、古巣であるニースのGKコーチとしてクロード・ピュエルにより招聘された。

## 代表歴
南アフリカ戦でフランス代表デビューを果たした。
U-21フランス代表として1996年のUEFA U-21欧州選手権、アトランタオリンピックに出場した。

## 人物
- 父のアランもプロのゴールキーパーとして活躍した選手で、現役時代はASカンヌに在籍していた。

## タイトル
ニース
- ディヴィジオン・ドゥ : 1993-94

PSG
- クープ・ドゥ・フランス : 2004, 2006